# Hrabstwo Talbot (Maryland)

Piramida wieku hrabstwa

Hrabstwo Talbot (ang. Talbot County) – hrabstwo w stanie Maryland w Stanach Zjednoczonych. Hrabstwo zajmuje powierzchnię całkowitą 1 234,83 km². Według szacunków US Census Bureau w roku 2006 hrabstwo Talbot liczyło 36 062 mieszkańców. Siedzibą hrabstwa jest miejscowość Easton.

## Historia
Dokładna data ustanowienia hrabstwa Talbot jest nieznana, ale pierwsza wzmianka o nim pochodzi z roku 1662. Nazwa hrabstwa pochodzi od  nazwiska Grace Talbot, żony Cecila Calverta, drugiego lorda Baltimore i żony irlandzkiego arystokraty Roberta Talbota.

## Geografia
Całkowita powierzchnia hrabstwa wynosi 1 234,83 km², z czego 697,07 km² stanowi powierzchnia lądowa, a 537,79 km² (43,6%) powierzchnia wodna. Najwyższy punkt w hrabstwie ma wysokość 24 m n.p.m., zaś najniższy punkt położony jest na poziomie morza w zatoce Chesapeake.

### Miasta
- Easton
- Oxford
- St. Michaels
- Trappe

### CDP
- Cordova
- Tilghman Island